# Villarreal de Huerva
Villarreal de Huerva es un municipio y localidad española de la provincia de Zaragoza, en la comunidad autónoma de Aragón. El término municipal, ubicado en las comarcas de Campo Romanos y Campo de Daroca, tiene una población de 269 habitantes (INE 2024).

## Geografía
Integrado en las comarcas de Campo Romanos y Campo de Daroca, se sitúa a 70 km de la capital provincial. El término municipal está atravesado por la autovía Mudéjar (A-23) y por la carretera N-330 entre los pK 432 y 435, además de por carreteras locales que permiten la comunicación con Villadoz, Badules, Mainar y Cerveruela. Tiene un área de 27,1 km².
El relieve del municipio está caracterizado por un altiplano del Sistema Ibérico aragonés conocido como Campo Romanos, que se abre entre la sierra de Algairén al norte y la sierra del Peco al este, teniendo continuidad con el Campo de Daroca por el oeste y el sur. El punto más elevado es el Picacho de Villarreal, que alcanza los 1181 m, cerca de la sierra del Peco. El río Huerva es el principal curso fluvial, que recoge las aguas de numerosos arroyos y barrancos procedentes de las montañas cercanas. La carretera N-330 cruza el puerto de Huerva (944 m) en el límite con Paniza, dando paso al Campo de Cariñena. La altitud oscila entre los 1181 m (Picacho de Villarreal) y los 820 m a orillas del río Huerva. El pueblo se alza a 867 m sobre el nivel del mar.
| Noroeste: Mainar | Norte: Encinacorba | Noreste: Paniza  |
| Oeste: Mainar    |                    | Este: Cerveruela |
| Suroeste: Mainar | Sur: Villadoz      | Sureste: Badules |

## Historia
En el año 1248, por privilegio de Jaime I de Aragón, este lugar se desliga de la dependencia de Daroca, pasando a formar parte de Sesma de Langa en la Comunidad de Aldeas de Daroca, que dependían directamente del rey, perdurando este régimen administrativo hasta la muerte de Fernando VII en 1833, siendo disuelta ya en 1838. Iglesia parroquial de San Miguel fechada en 1686, de estilo barroco. Torre mudéjar. Paralelamente al muro norte del templo discurren los restos de una muralla  del castillo, con la correspondiente torre de defensa. Ermita de Nuestra Señora del Rosario, a donde se va en romería el primero de mayo, para festejar el Día de las Mozas. El 8 de este mismo mes se honra a San Miguel. El 25 —también de mayo—, Día de los Mozos, con nueva romería a la misma ermita. Aún hay otra tercera romería, el 6 de junio, fecha en que se celebra la fiesta local en honor de Nuestra Señora del Rosario.
Hasta la reforma de la nomenclatura municipal de 1916 el municipio se llamaba simplemente Villarreal. En dicha fecha su nombre fue modificado por el de Villarreal de Huerva.

## Demografía
Villarreal de Huerva cuenta con una población de 269 habitantes (INE 2024).
| Gráfica de evolución demográfica de Villarreal de Huerva entre 1842 y 2021 |
| |
| Población de derecho según los censos de población del INE Población de hecho según los censos de población del INEEn este censo se denominaba Villa-Real: 1842 En estos censos se denominaba Villarreal: 1857, 1860, 1877, 1887, 1897, 1900 y 1910 |

| Nacionalidad | Hombres | Mujeres | Total | %      | Proporción |
| ------------ | ------- | ------- | ----- | ------ | ---------- |
| Española     | 74      | 62      | 136   | 51.1 % |            |
| Extranjera   | 75      | 55      | 130   | 48.8 % |            |

| País      | Hombres | Mujeres | Total | %     | Proporción |
| --------- | ------- | ------- | ----- | ----- | ---------- |
| Rumania   | 55      | 47      | 102   | 78.5% |            |
| Marruecos | 17      | 6       | 23    | 17.7% |            |
| Brasil    | 0       | 2       | 2     | 1.5%  |            |
| Colombia  | 2       | 0       | 2     | 1.5%  |            |
| Ucrania   | 1       | 0       | 1     | 0.7%  |            |

## Patrimonio

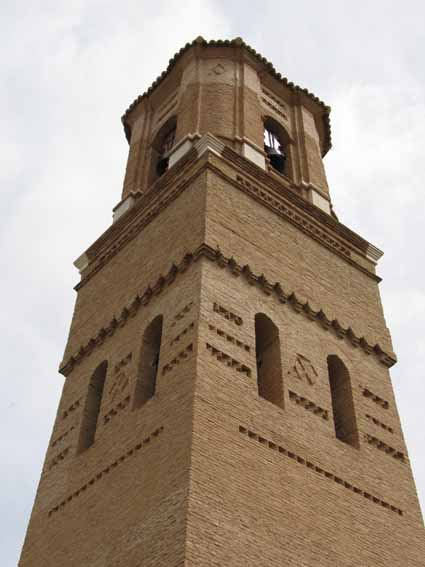
Torre de la iglesia de Villarreal de Huerva

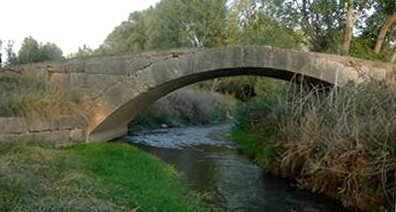
Puente de Almada

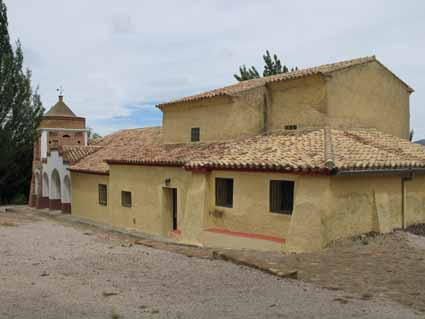
Ermita del Rosario

Destacan por su interés el puente de Almada o Almohada, en el camino real y los restos ibéricos y musulmanes en el cerro del mismo nombre. En el extremo de la población se conservan los restos de un castillo en cuyo interior se edificó la iglesia parroquial, de estilo barroco, y ocupando el lugar de otra anterior mudéjar, cuya torre se conserva. Tiene gran interés la ermita de la Virgen del Rosario, en la ladera del monte, con alojamientos y zona de acampada. En este lugar, hay una completa mesa de interpretación del Campo de Romanos que nos sitúa ante una magnífica vista de toda la comarca. También existía una ermita de Santa Bárbara y otra dedicada a San Bartolomé. Conserva también Villarreal de Huerva un hermoso peirón en honor de la Virgen del Pilar, también llamado «peirón de la Venta», en el camino viejo de Levante.

## Administración y política
| Período   | Alcalde                    | Partido |  |
| --------- | -------------------------- | ------- |  |
| 1979-1983 | Miguel Martín Mallén       | PAR     |  |
| 1983-1987 | Santiago Valero Valenzuela | AP      |  |
| 1987-1991 | Máximo Valero Sánchez      | PAR     |  |
| 1991-1995 | José Luis Valero Martín    | PP      |  |
| 1995-1999 | David Valero Muñoz         | PP      |  |
| 1999-2003 | José Luis Valero Martín    | PP      |  |
| 2003-2007 | José Luis Valero Martín    | PP      |  |
| 2007-2011 | Isabel Esteban Pablo       | PSOE    |  |
| 2011-2015 | José Luis Valero Martín    | PP      |  |
| 2015-2019 | María Rosario Lázaro Marín | PSOE    |  |
| 2019-2023 | María Rosario Lázaro Marín | PSOE    |  |
| 2023-2027 | María Rosario Lázaro Marín | PSOE    |  |

| Partido político    | Partido político                                   | 2003   | 2007   | 2011   | 2015   | 2019   | 2023   |
| Partido político    | Partido político                                   | Ediles | Ediles | Ediles | Ediles | Ediles | Ediles |
|                     | Partido de los Socialistas de Aragón (PSOE-Aragón) | 1      | 2      | 2      | 3      | 5      | 5      |
|                     | Partido Popular de Aragón (PP)                     | 3      | 2      | 2      | 1      | 2      | 2      |
|                     | Partido Aragonés (PAR)                             | 1      | 1      | 1      | 1      | —      | —      |
|                     | Chunta Aragonesista (CHA)                          | 0      | 0      | 0      | 0      | —      | —      |
|                     | Izquierda Unida (IU)                               | 0      | —      | —      | —      | —      | —      |
| Total de concejales | Total de concejales                                | 5      | 5      | 5      | 5      | 7      | 7      |